# Episodi di The Resident (terza stagione)
La terza stagione della serie televisiva The Resident, composta da 20 episodi, è stata trasmessa negli Stati Uniti per la prima volta dall'emittente Fox dal 24 settembre 2019 al 7 aprile 2020.
In Italia è andata in onda in prima visione su Fox Life, canale a pagamento della piattaforma satellitare Sky, dal 22 ottobre 2019 al 23 giugno 2020. La trasmissione in lingua italiana degli ultimi cinque episodi ha subito un ritardo a causa delle disposizioni sull'emergenza COVID-19, le quali hanno impedito temporaneamente il doppiaggio. Gli episodi sono stati comunque trasmessi dal 31 marzo al 28 aprile 2020 in lingua originale sottotitolata in italiano. In chiaro, la stagione è stata trasmessa su Rai 2 dal 14 ottobre 2021 al 14 gennaio 2022.
| nº | Titolo originale                | Titolo italiano                      | Prima TV USA      | Prima TV Italia  |
| -- | ------------------------------- | ------------------------------------ | ----------------- | ---------------- |
| 1  | From the Ashes                  | Cenere siamo e cenere ritorneremo    | 24 settembre 2019 | 22 ottobre 2019  |
| 2  | Flesh of My Flesh               | Carne della mia carne                | 1º ottobre 2019   | 29 ottobre 2019  |
| 3  | Saints & Sinners                | Santi e peccatori                    | 8 ottobre 2019    | 5 novembre 2019  |
| 4  | Belief System                   | Sistema di valori                    | 15 ottobre 2019   | 12 novembre 2019 |
| 5  | Choice Words                    | Un disastro annunciato               | 5 novembre 2019   | 26 novembre 2019 |
| 6  | Nurses' Day                     | La giornata degli infermieri         | 12 novembre 2019  | 3 dicembre 2019  |
| 7  | Woman Down                      | Scelte difficili                     | 19 novembre 2019  | 10 dicembre 2019 |
| 8  | Peking Duck Day                 | Il giorno dell'anatra alla pechinese | 26 novembre 2019  | 17 dicembre 2019 |
| 9  | Out for Blood                   | Assetato di sangue                   | 3 dicembre 2019   | 11 febbraio 2020 |
| 10 | Whistleblower                   | Una verità scomoda                   | 17 dicembre 2019  | 18 febbraio 2020 |
| 11 | Free Fall                       | In caduta libera                     | 7 gennaio 2020    | 25 febbraio 2020 |
| 12 | Best Laid Plans                 | Il piano perfetto                    | 14 gennaio 2020   | 3 marzo 2020     |
| 13 | How Conrad Gets His Groove Back | Conrad torna in gioco                | 21 gennaio 2020   | 10 marzo 2020    |
| 14 | The Flea                        | Il ritorno                           | 28 gennaio 2020   | 17 marzo 2020    |
| 15 | Last Shot                       | Ultima occasione                     | 18 febbraio 2020  | 24 marzo 2020    |
| 16 | Reverse Cinderella              | Una Cenerentola al contrario         | 3 marzo 2020      | 16 giugno 2020   |
| 17 | Doll E. Wood                    | Amare sorprese                       | 10 marzo 2020     | 16 giugno 2020   |
| 18 | So Long, Dawn Long              | L'alba di un giorno che non verrà    | 17 marzo 2020     | 16 giugno 2020   |
| 19 | Support System                  | Rete di supporto                     | 24 marzo 2020     | 23 giugno 2020   |
| 20 | Burn It All Down                | La fine di tutto                     | 7 aprile 2020     | 23 giugno 2020   |

## Cenere siamo e cenere ritorneremo
- Titolo originale: From the Ashes
- Diretto da: Rob Corn
- Scritto da: Amy Holden Jones

### Trama
I dottori di Chastain sono circondati da nuove regole e dottori, mentre il Red Rock Mountain Medical prende in carico l'ospedale. Conrad si ritrova in una situazione pericolosa quando la costruzione di un nuovo centro di neurochirurgia provoca un'esplosione di gas che lo ferisce mentre aiuta a salvare un bambino di otto anni, Jonah, scappato dal pronto soccorso, e la sua amica, Annie, che stava lavorando nel seminterrato dell'edificio al momento dell'esplosione. Jonah soffre di una decapitazione interna, che Kit ripara chirurgicamente. AJ e Mina estraggono tutte le schegge dal petto di Annie, solo per scoprire più tardi che ha un tumore al cervello, che il neurochirurgo Barrett Cain rimuove con un complicato intervento chirurgico. Mina funge da supporto per Nic, che sta lottando per la perdita della sorella, Jessie, a causa delle complicazioni di un trapianto di rene. Nic alla fine segue il consiglio di Mina e sparge le ceneri di Jessie in un campo dei suoi fiori preferiti.

## Carne della mia carne
- Titolo originale: Flesh of My Flesh
- Diretto da: James Whitmore Jr.
- Scritto da: Elizabeth J.B. Klaviter

### Trama
Cain cerca di reclutare Bell e Kit per unirsi a lui in un pericoloso intervento chirurgico chiamato "la madre di tutti gli interventi chirurgici" per aiutare una madre di sette figli con una forma estrema di cancro, con l'intento di ottenere pubblicità per l'ospedale facendo un segmento con Montel Williams. Il Raptor si ritrova con un attaccamento emotivo a un paziente, che si rivela essere il suo padre biologico, la cui vita è messa nelle sue mani quando si scopre che ha bisogno di un intervento chirurgico. L'amica di Mina, Adaku, arriva all'ospedale annunciando di essere incinta e Mina rivela le sue preoccupazioni sulla situazione. Devon si trasferisce dal pronto soccorso per fare un tirocinio in oncologia. Nic dice a Conrad che è pronta a trasferirsi da lui e lo sorprende con una casa che le aveva precedentemente mostrato.

## Santi e peccatori
- Titolo originale: Saints & Sinners
- Diretto da: Paul McCrane
- Scritto da: Todd Harthan & Andrew Chapman

### Trama
Quando un agente di polizia si presenta al pronto soccorso con un criminale ferito che ha colto sul fatto, spetta allo staff del Chastain tenerlo in vita per salvare una vita innocente. Tuttavia, si scopre che anche l'agente di polizia ha bisogno di cure mediche, ma è riluttante finché non sviene al pronto soccorso. Nic viene coinvolta in un tirocinio chirurgico con Cain che la porta a mettere in dubbio il suo modo di operare. Tanto che finisce per interrompere uno dei suoi interventi programmati quando si rende conto che il paziente non ha ciò che le era stato diagnosticato in origine. Cain finisce per offrire a Nic un posto fisso nel suo staff e un aumento di stipendio. Conrad fa una scoperta scioccante quando uno dei suoi pazienti muore di embolia polmonare dopo aver iniziato la dialisi, la stessa cosa che ha ucciso la sorella di Nic, Jessie, e altri quattro pazienti nelle ultime sei settimane. Conrad lo racconta a Nic e decidono di indagare. Bell persegue una nuova iniziativa finanziaria nel campo degli integratori medici con il sostegno del padre del suo assistente.